# Piața Centrală din Cracovia

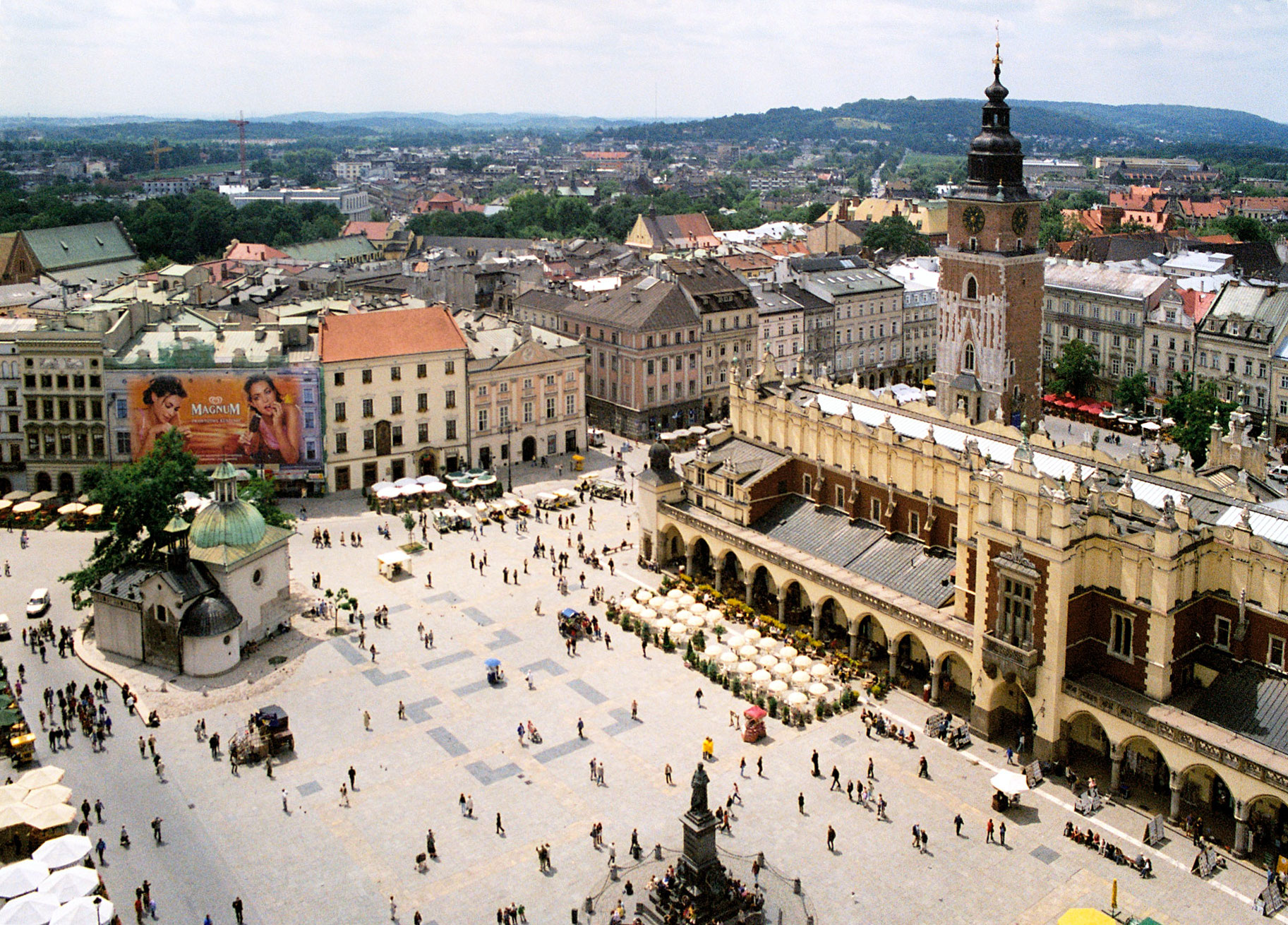
Piața Centrală din Cracovia

Piața Centrală din Cracovia sau Piața Principală (în poloneză Rynek Główny w Krakowie) este principala piață din Orașul vechi din Cracovia, Polonia și principala atracție turistică din centrul orașului.
Piața datează din secolul al XIII-lea și are o suprafață de aproximativ 40.000 m², fiind cea mai mare piață medievală din Europa.
Rynek Glowny este o piață spațioasă înconjurată de case istorice (kamienice), palate și biserici in stil gotic. Centrul pieței este dominat de Sukiennice (sau Hala Postăvarilor), reconstruită în 1555 în stil renascentist, având o mansardă frumoasă decorată cu măști sculptate.
Pe parte a Sukiennice este Turnul Primăriei (Wieża Ratuszowa), pe cealaltă parte Biserica Sf. Wojciech (Sf. Adalbert) din secolul al X-lea și Monumentul lui Adam Mickiewicz din 1898.
Deasupra pieței se ridică turnul gotic al Bazilica Sf. Maria (Kościół Mariacki).

## Istoric

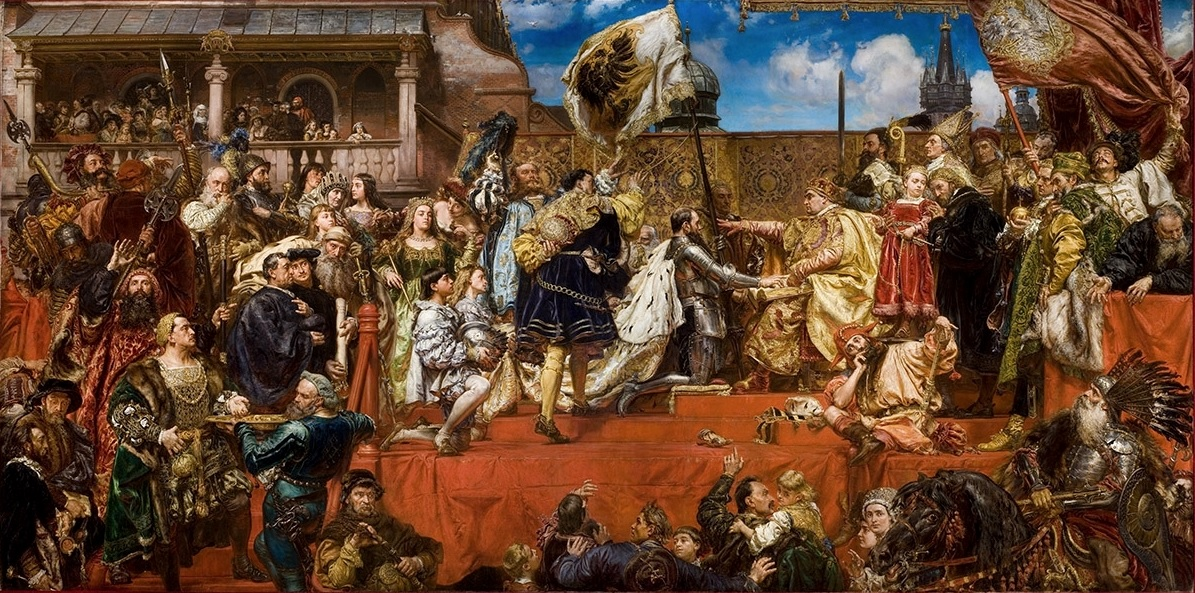
Omagiul Prusac pictură de Jan Matejko la Muzeul Sukiennice

Funcția principală a Pieței Centrale a fost comerțul. După ce orașul a fost distrus de invaziile mongole din 1241, piața principală a fost reconstruită în 1257 și rolul său comercial a fost extins cu acordarea drepturilor Magdeburg orașului de către prințul de Cracovia, Boleslau I al Poloniei.
Piața principală a fost proiectată în starea sa actuală, fiecare latură a pieței repetă un model de trei străzi uniform distribuite pe latură perpendiculare pe laturi, excepție făcând strada Grodzka, care este mult mai veche și leagă Piața principală de Castelul Wawel.
Inițial, piața a fost plină cu tarabe mici și clădiri administrative, având o stradă circulară în jurul acesteia. Regele Cazimir al III-lea cel Mare, a fost cel care construit Sukiennice în stil gotic și Primăria care au umplut aproape un sfert din piață. Cracovia a fost capitala Regatului Poloniei și membră al Ligii Hanseatice orașul înflorind ca o importantă metropolă europeană.
În plus față de funcțiile sale comerciale originale Piața principală a asistat la multe evenimente istorice, și a fost folosit la execuții publice ale deținuților. A fost un loc de ceremonii regale, ca parte a Căii Regale(Droga Królewska), frecventat de diplomați și demnitari care călătorind spre Castelul Wawel. În 1364 regele Cazimir a ținut acolo Congresul Pan-European de la Cracovia pentru a propune o cruciadă antiotomană.
La 10 aprilie 1525, Albert I al Prusiei plătit Omagiul Prusac lui Sigismund I al Poloniei, rege al Poloniei și Mare Duce al Lituaniei acceptând suzeranitatea poloneză (foto).
În 1514 ducele lituanian Konstanty Ostrogski a ținut o paradă a victoriei asupra Moscovei și în 1531 nobilul Jan Tarnowski a sărbătorit o altă victorie în războaiele moscovito-lituaniene. Ioan al III-lea Sobieski, un rege al Poloniei și Mare Duce al Lituaniei, a sărbătorit acolo victoria sa asupra Imperiului Otoman în Bătălia de la Viena din 1683.
În 1596 regele Sigismund al III-lea Vasa al Casei Vasa suedeză, a mutat capitala polono-lituaniană de la Cracovia la Varșovia. Cracovia a rămas locul de încoronare și de funeralii regale. La 24 martie 1794 în Piața Centrală Tadeusz Kościuszko a anunțat revolta generală (foto) și-a asumat atribuțiile de comandant-șef al forțelor armate poloneze, începând Revolta Kościuszko. În Revoluția de la 1848 civili s-au ciocnit cu armata austriacă și aici s-a întâmplat, lângă Ratus, că steagurile austriece au fost așezate în grămezi ca un simbol al independenței recâștigate. [3] În timpul ocupației Poloniei de către Germania nazistă Piața principală a fost redenumită Adolf Hitler Platz iar Monumentul lui Adam Mickiewicz a fost distrus, împreună cu plăcile comemorative istorice luate de pe clădirile din piață. După război, monumentul a fost reconstruit.
În 1978, UNESCO a declarat Piața Centrală, parte a Orașului vechi din Cracovia, pe lista Patrimoniului Mondial UNESCO.
La 21 martie 1980, în timp de tensiunilor politice și a declarării Legii marțiale, Walenty Badylak, brutar pensionat și veteran de război al Armatei Poloniei Armia Krajowa și-a dat foc în Piața Centrală după ce s-a legat cu lanțuri de fântână [4] Badylak protesta față de refuzul guvernului comunist de a recunoaște crimele de război de la Katyn. Piața Centrală a fost un loc central în organizarea de manifestațiilor de masă ale mișcării Solidaritatea.

## Localizare

Piața Centrală (cu roșu)

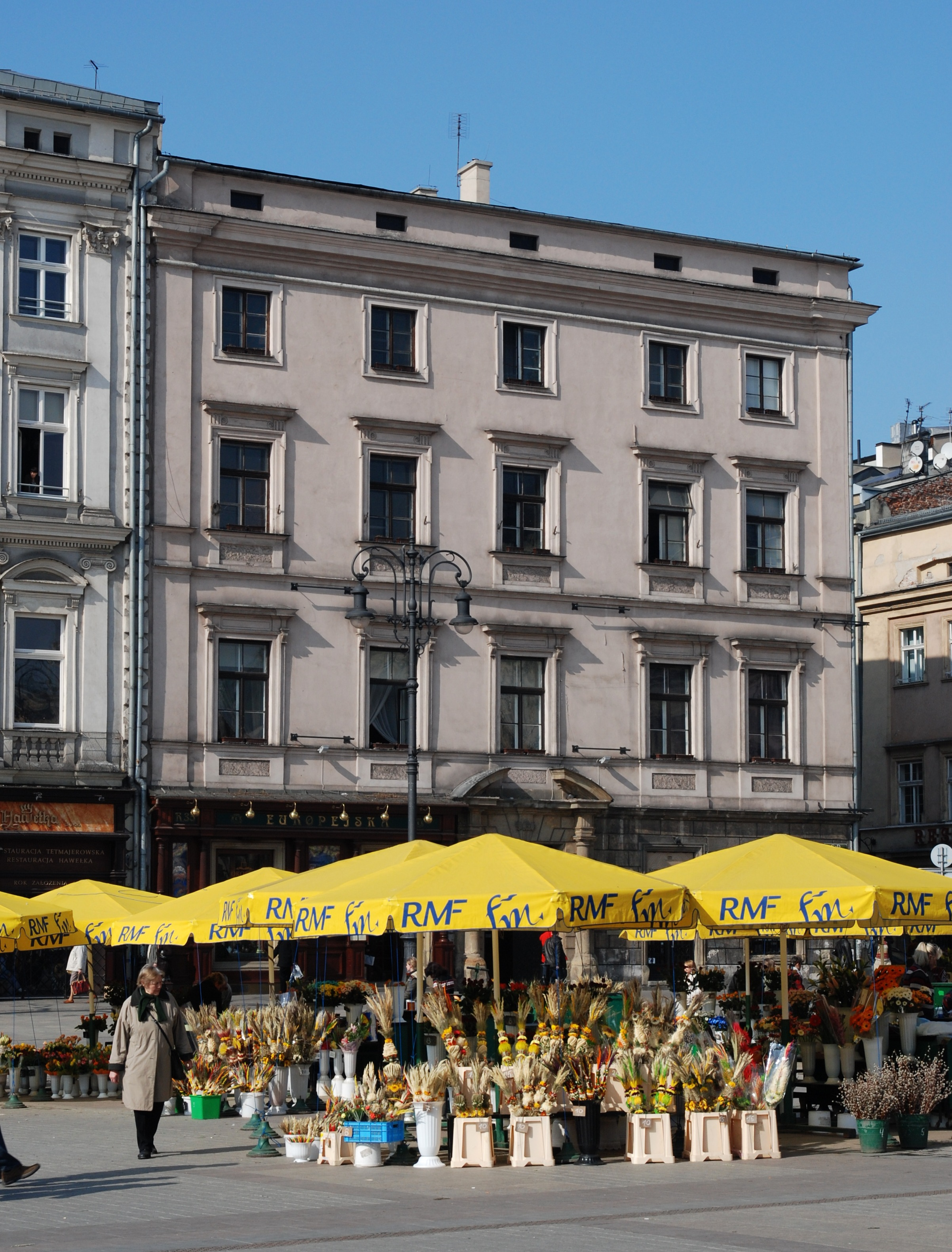
Antoni Hawełka's Cafeneaua Sub Palmier în Palatul Krzysztofory

Piața principală se află pe Calea Regală  traversată în trecut în timpul încoronărilor regale de la Catedrala Wawel din Cracovia, între Turnul de pază la nord, și Castelul Wawel la sud. Încă de la crearea sa, piața a fost considerată centrul orașului.
Piața principală este înconjurată de clădiri din cărămida veche (Kamienica) și palate, aproape toate dintre ele vechi de mai multe secole. Cele mai multe clădiri au dobândit un aspect neoclasic de-a lungul timpului, dar structurile de bază sunt mai în vârstă și acest lucru poate fi văzut la cadrul ușilor lor, detalii arhitecturale și interioare. [3] Pivnițe medievale mari ale clădirilor sunt folosite ca pub-uri, restaurante și cabarete. Multe restaurante și cafenele sunt în piață. Una dintre cele mai renumite, Pod Palma (Sub Palmier), la Palatul Krzysztofory a fost deschis în 1876 de către Antoni Hawełka, un furnizor al curții imperiale de la Viena. Acesta este locul Muzeului de Istorie din Cracovia. [5] Printre multe locuri turistice este și Centrul Internațional de Cultură. Probabil cel mai faimos dintre cele mai vechi este restaurantul Wierzynek, a amintit de marea sărbătoare de 1364 care, conform legendei, a durat douăzeci și una zile și a ajutat monarhii din Europa să ajungă la un consens.
Printre reperele pieței sunt Sukiennice (Hala postăvarilor) - proiectată inițial în secolul al XIV-lea ca centru pentru comerțul cu țesături, a fost distrus de un incendiu în 1555 și reconstruit în stil renascentist de Giovani il Mosca de la Padova. Arcadele au fost adăugate în secolul al XIX-lea. Parterul este folosit permanent pentru comerț, cu numeroasele sale magazine de suveniruri și cafenele, la etaj este Galeria Muzeului Național (Muzeul Sukiennice).
Un alt punct de reper este Bazilica Sf. Maria, cu altarul de Veit Stoss, o biserică construită în stil gotic din cărămidă, construită în secolul al 14-lea pe ruinele unei biserici mai vechi distrusă de raidurile tătare din 1241. În imediata apropiere de Piața se poate asculta heynal, care este cântat la trompetă în fiecare oră din cel mai înalt turn de pe Bazilica Sf. Maria. Alte repere includ Biserica Sf. Adalbert,  Turnul Primăriei și Monumentul lui Adam Mickiewicz.
De la crearea sa, nivelul pieței a crescut, în unele locuri de peste 5 metri. Sub piață există pivnițe mari, cel mai celebru este Piwnica pod Baranami. Multe beciuri sunt acum transformate în baruri și restaurante, sau Teatrul Maszkaron și un mic muzeu arheologic în subsolul Bisericii Sf. Adalbert. Există pasaje care leagă subsolurile unele de altele, cum ar fi o legătură între Turnul Primăriei și Sukiennice. Și Sukiennice are o sală subterană pentru comerț de 100 metri x 5 metri. Aproape de strada Sienna este un alt hol subteran (Kramy Bogate), de 1200 m².

## Evenimente

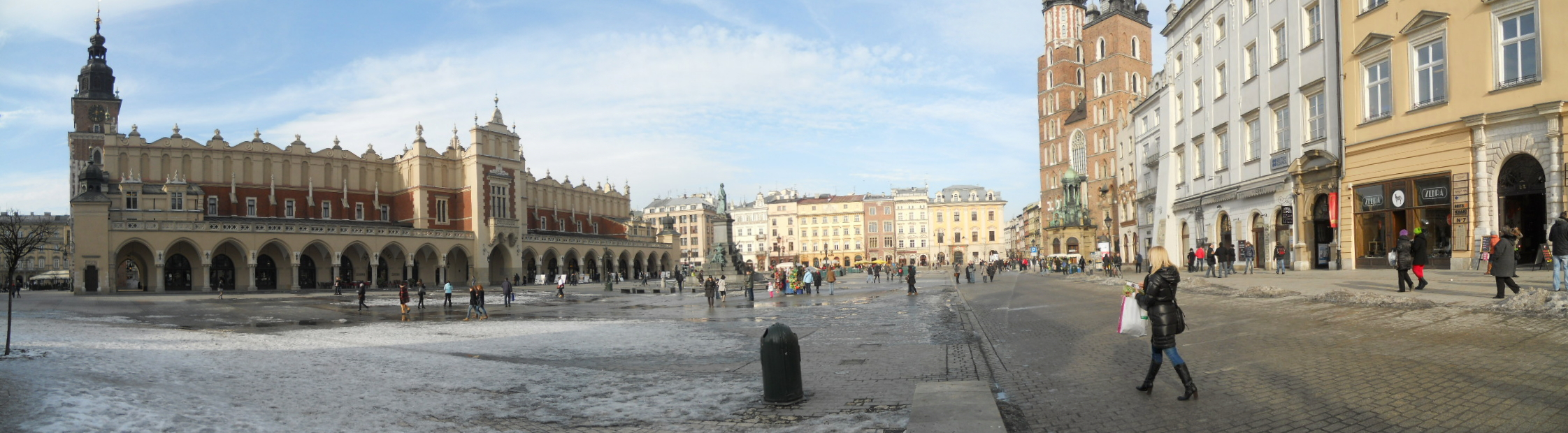
Panorama Pieței Centrale